# Paveway

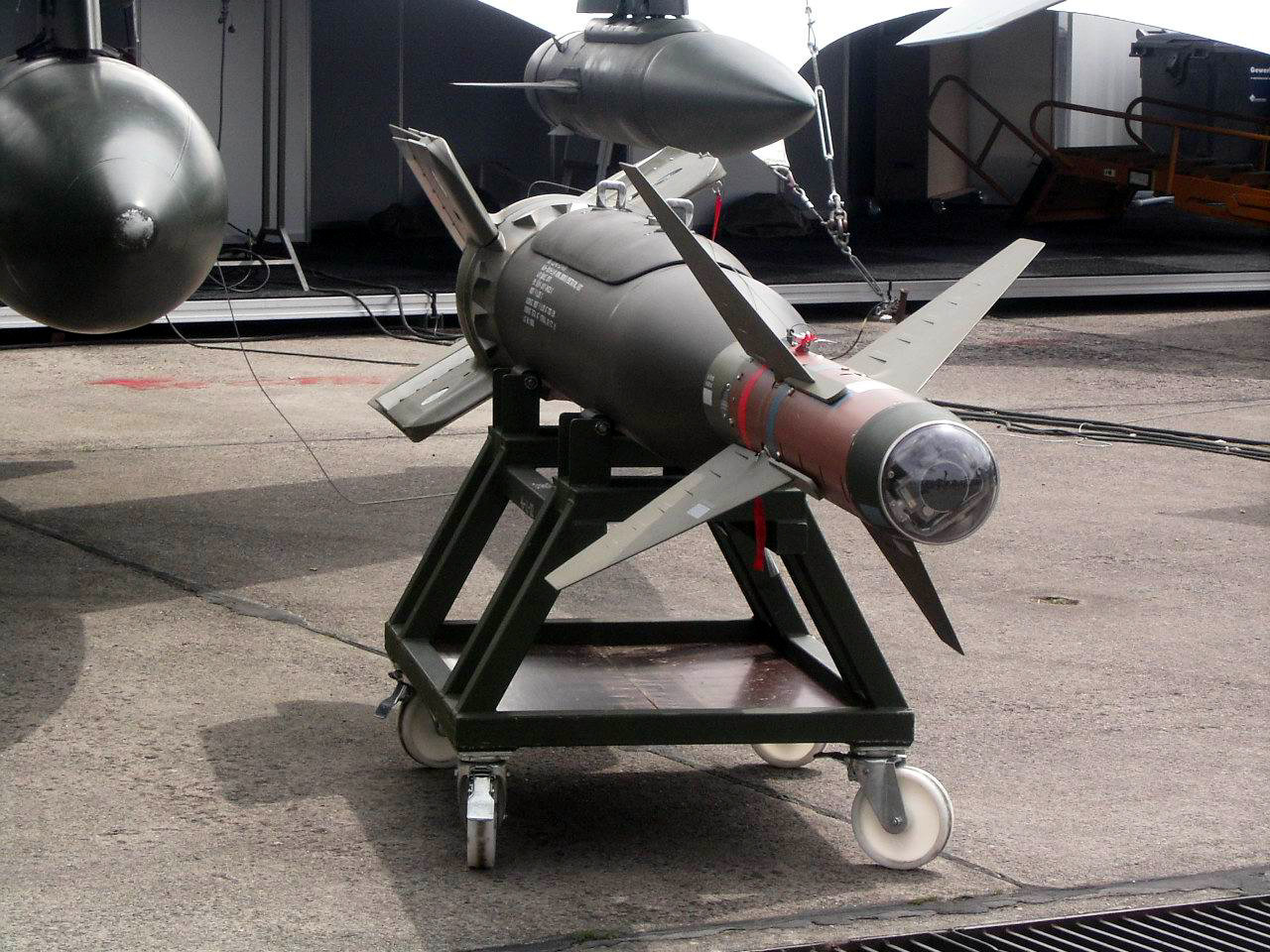
Un bomba guiada GBU-24 Paveway III exposada a l'Exhibició Aeroespacial Internacional (ILA) de 2006.

Paveway és una marca registrada de Raytheon Company que identifica les variants de bombes guiades per làser, conegudes com a LGB per les sigles en anglès (Laser Guided Bombs). Lockheed Martin va esdevenir el segon subministrador d'aquest tipus de bombes l'any 2001. També es coneix l'acrònim pave, Precision Avionics Vectoring Equipment, el qual es fa servir per designar un altre tipus d'armes recolzades per làser, incloent pave Penny, pave Spike, pave Tack i pave Knife .

## Funcionament

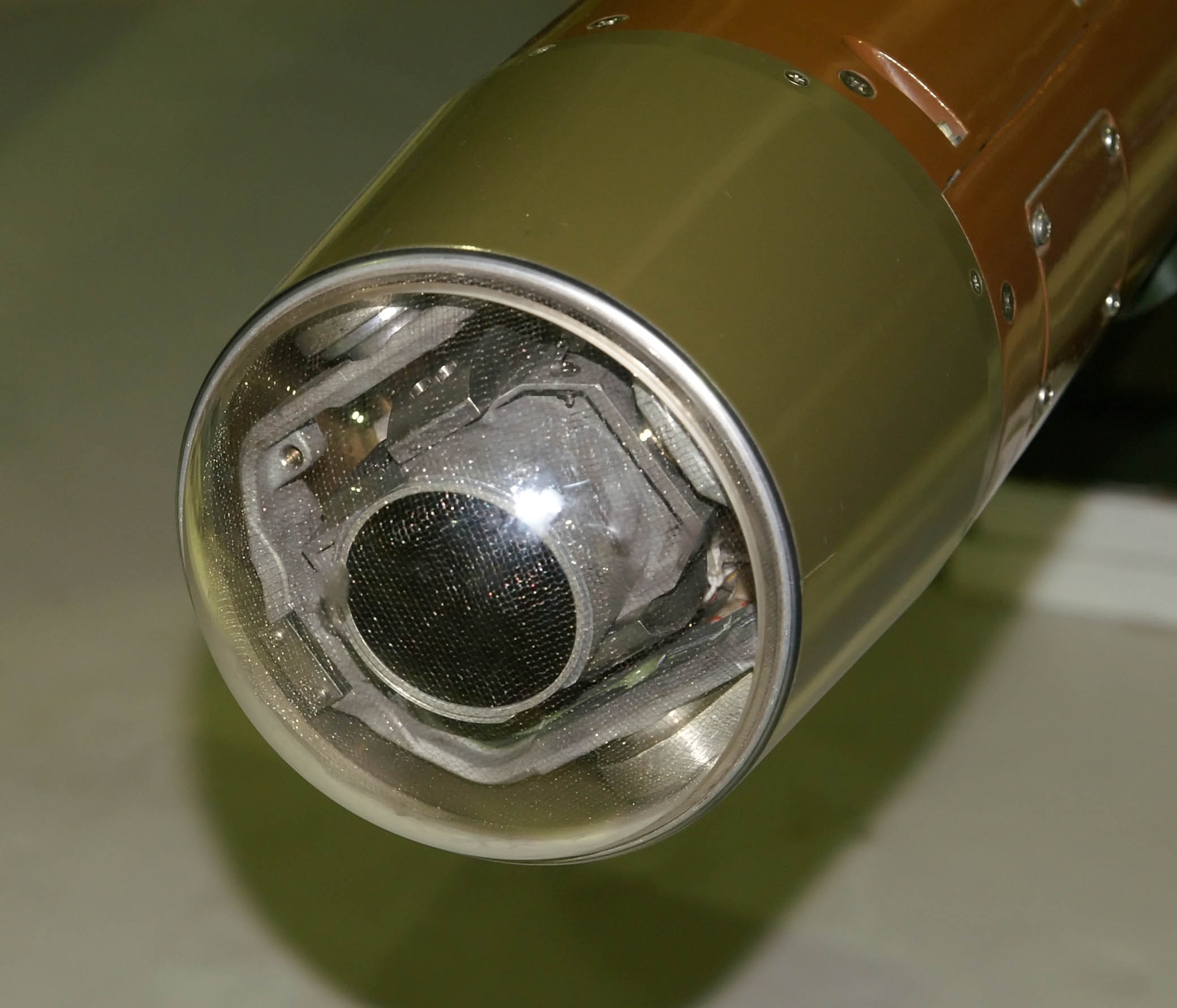
Cap buscadora Paveway III al Museu de la Reial Força Aèria Britànica de Londres.

Els kits Paveway s'adhereixen a una varietat d'ogives, i estan formats per un cercador làser semi-actiu, un grup de control d'ordinador que conté l'electrònica de guia i control, una bateria tèrmica, i un sistema d'augment pneumàtic de control (CAS). També tenen canards frontals de control i ales posteriors per millorar la seva l'estabilitat. L'arma es guia per energia làser reflectida: el mòdul detecta la llum reflectida (Sparkle) del làser designador i controla els canards per guiar la bomba cap al punt designat.

## Models fabricats
La sèrie de bombes Paveway inclou:
- Bomba GBU-10 Paveway II - Mk 84 2000 lb (909 kg.).
- Bomba GBU-12 Paveway II - Mk 82 500 lb (227 kg.).
- Bomba GBU-16 Paveway II - Mk 83 1000 lb (454 kg.).
- Bomba GBU-22 Paveway III - Mk 82 500 lb (227 kg.).
- Bomba GBU-24 Paveway III - Mk 84/BLU-109 2000 lb (909 kg.).
- Bomba GBU-27 Paveway III - BLU-109 2000 lb (909 kg.),
- Bomba GBU-28 Paveway III -
- Bomba Paveway IV - 500 lb (227 kg).[2]